# Plop 3
Plop 3 is een album van Kabouter Plop. Het werd uitgebracht door Studio 100 op 24 oktober 2000.  De teksten zijn van Gert Verhulst, Danny Verbiest en Hans Bourlon.  De muziek is van Johan Vanden Eede die ook tekende voor de arrangementen en de productie.  Op het album zijn de stemmen te horen van Walter De Donder als Kabouter Plop, Agnes De Nul als Kabouter Kwebbel, Aimé Anthoni als Kabouter Klus, Chris Cauwenberghs als Kabouter Lui, Luc Caals als Kabouter Smul en Hilde Vanhulle als Kabouter Smal.
Het album was het tweede Kabouter Plop album dat ook succesvol gelanceerd werd op de Nederlandse markt, nadat de televisieserie ook daar was verkocht en werd uitgezonden.  Vooral de hitsingle "Kabouterdans", onder handen genomen door Phil Wilde, was een zeer groot succes.

## Afspeellijst
1. Lalala                 (3.46)
2. In bad                 (3.03)
3. Brand                  (3.09)
4. Holadijee!             (2.42)
5. Bravo                  (2.59)
6. Ik ben zo ziek         (3.00)
7. Ik ben Smal            (2.58)
8. Heet heet heet         (2.20)
9. Trommellied            (2.35)
10. De kabouterkapper      (2.43)
11. Heela hoola            (3.09)
12. De kabouterkoning      (3.48)
13. Kabouterdans Remix (door Phil Wilde)    (3.32)

## Singles van het album
1. Kabouterdans Remix
2. Lalala

## Hitnoteringen
| Album met eventuele hitnotering(en) in de Nederlandse Album Top 100 | Datum van verschijnen | Datum van binnenkomst | Hoogste positie | Aantal weken | Opmerkingen |
| ------------------------------------------------------------------- | --------------------- | --------------------- | --------------- | ------------ | ----------- |
| Plop 3                                                              | 2001                  | 10-03-2001            | 87              | 4            |             |

| Album met hitnotering(en) in de Vlaamse Ultratop 200 albums | Datum van verschijnen | Datum van binnenkomst | Hoogste positie | Aantal weken | Opmerkingen |
| ----------------------------------------------------------- | --------------------- | --------------------- | --------------- | ------------ | ----------- |
| Plop 3                                                      | 2000                  | 04-11-2000            | 4               | 24           |             |